# Sferometer

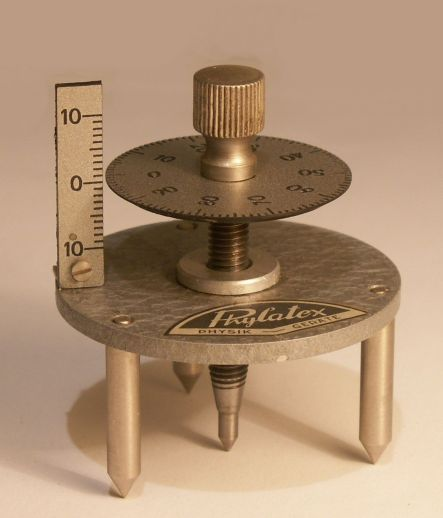
Sferometer

Een sferometer is een meetinstrument om de bolling van een oppervlak (bijvoorbeeld een lens of een beeldbuis) te meten.
Het bestaat uit drie steunpunten (met bekende onderlinge afstanden) en precies in het midden daarvan een schroef waarvan de eigenschappen van de schroefdraad bekend zijn (bijvoorbeeld 1 omwenteling per mm). Als het oppervlak perfect vlak is, staat de schaal op of rond nul. Als het te bemeten oppervlak hol of bol is, dan zal er een afwijking ontstaan; bij oppervlakken met een grote kromtestraal (dan is de welving slechts gering) is dat een fractie van een omwenteling, bij oppervlakken met een kleine kromtestraal (bijvoorbeeld een bol ter grootte van een voet- of zelfs tennisbal) kan dat enkele omwentelingen zijn. Met behulp van wat eenvoudige wiskunde (of met een bijgeleverde tabel) is de precieze kromtestraal vervolgens makkelijk te berekenen.
De formule waarmee de kromtestraal berekend kan worden is:
{\displaystyle R=\left({\frac {a^{2}+3h^{2}}{6h}}\right)}   waarin:
- R= de te berekenen kromtestraal
- a= de afstand tussen de drie voetjes
- h= de gemeten afwijking t.o.v. het platte vlak.

Dus als de afstand tussen de voetjes 40 mm is en de gemeten afwijking 0,2 mm dan is de kromtestraal 1,33 meter (1333 mm) (de voorbeeldgetallen hier zijn de afgeronde waardes gemeten op het midden van een gewone tv-beeldbuis).